# Ljusbandat ordensfly
Ljusbandat ordensfly Dysgonia algira är en fjärilsart som beskrevs av Carl von Linné 1767. Ljusbandat ordensfly ingår i släktet Dysgonia och familjen nattflyn, Noctuidae. Arten är ännu inte påträffad i Sverige. En underart finns listad i Catalogue of Life, Dysgonia algira sinica Bryk 1948.

## Bildgalleri

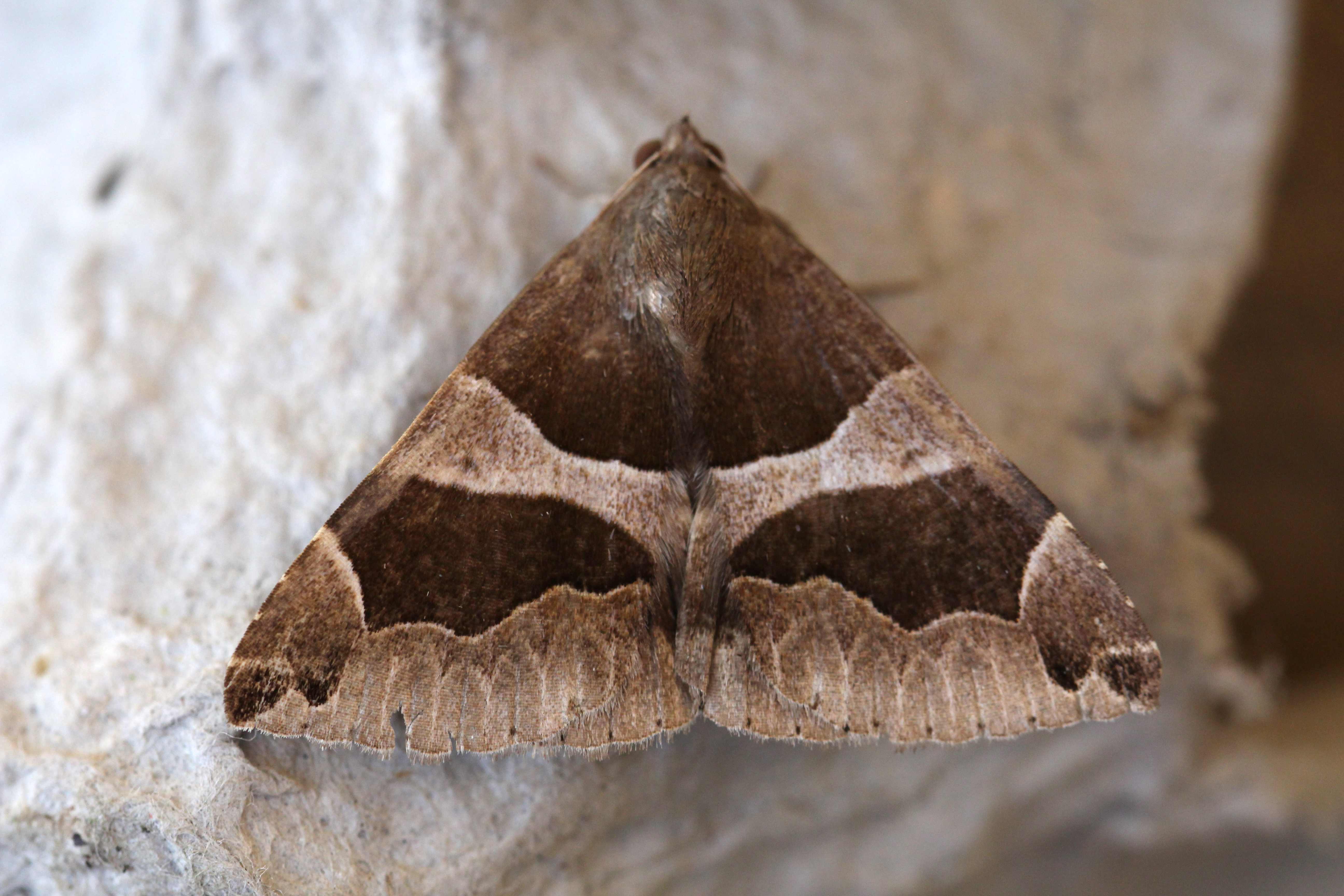
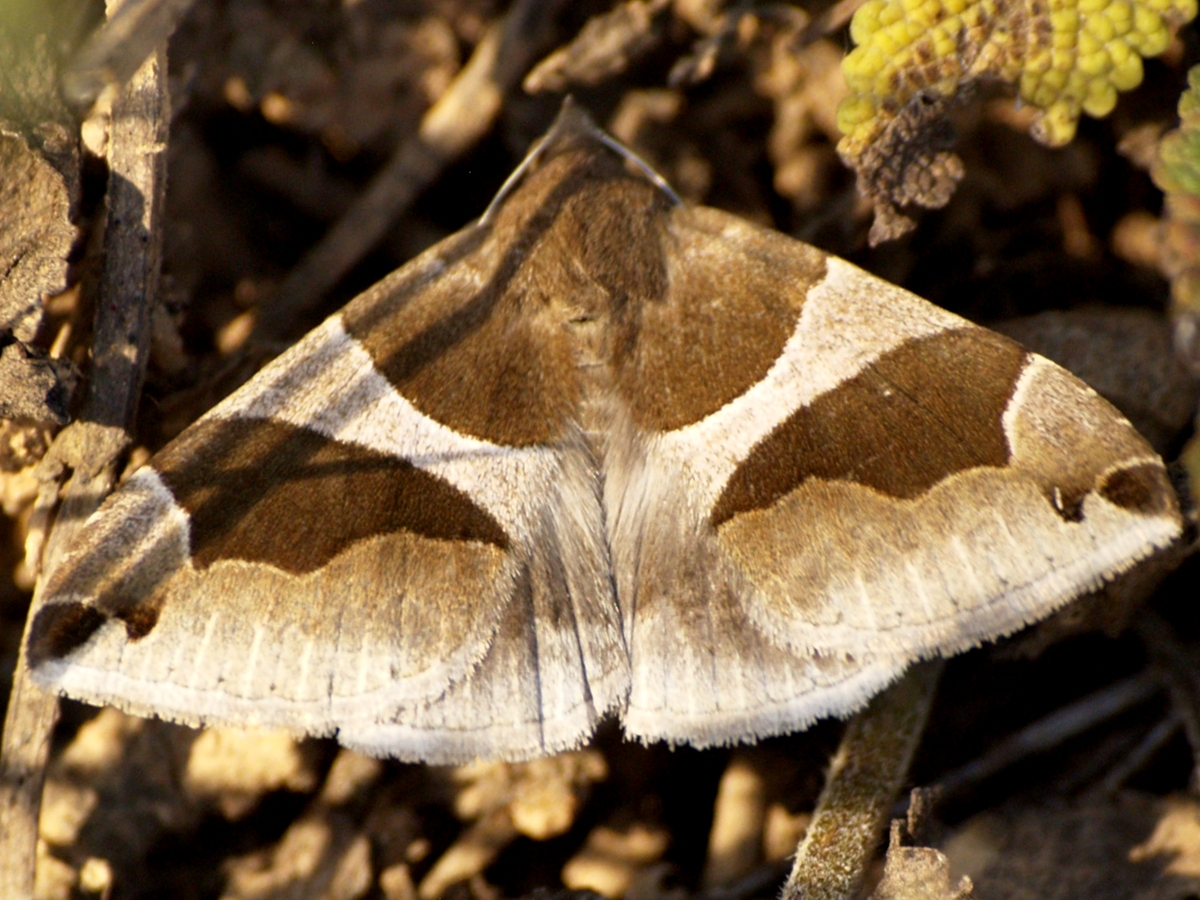
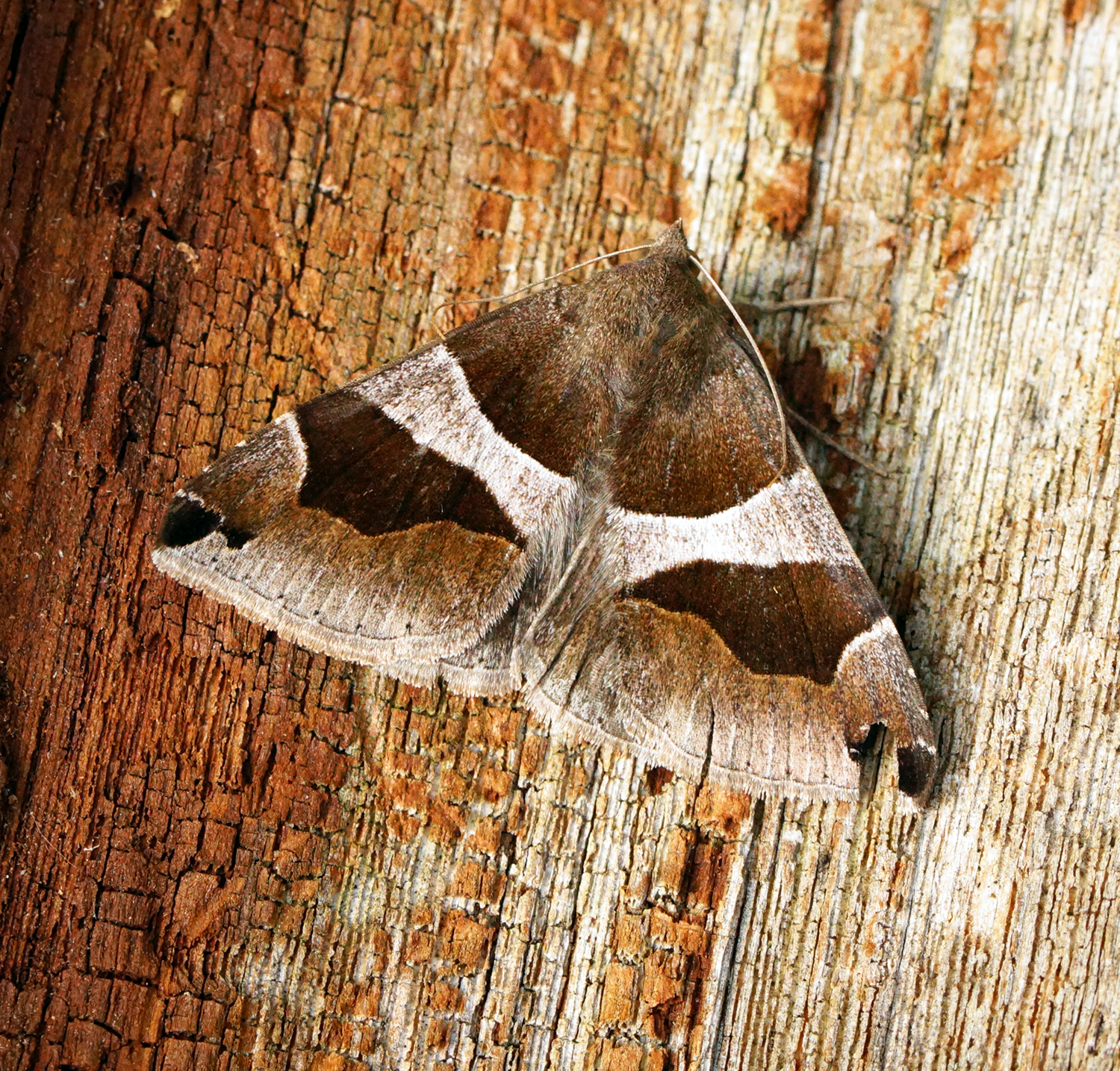